# Litton Industries
Litton Industries — американская промышленная компания, крупный производитель техники оборонного назначения и вооружений. Около половины доходов от продаж продукции и предоставляемых услуг составляет федеральный клиентский сектор обслуживания военных заказов (без учёта иностранных заказчиков американского вооружения и военной техники). Стабильно входила в дюжину крупнейших подрядчиков военно-промышленного комплекса США по объёму заказов. В 2001 году была приобретена в собственность компанией Northrop Grumman за 5,1 млрд долларов.

## История
Начала свою историю с 1953 года как небольшой производитель навигационного оборудования, систем связи и электронной борьбы. В 1962 году ею была поглощена компания Ingalls Shipbuilding, затем в 1983 году — компания International Laser Systems, Inc. К 1990-м годам стала основным производителем крупных надводных кораблей для ВМС США. В 1990 году компания стала слишком большой для эффективного управления и была разделена на две группы. Первая, занимающаяся оборонными контрактами сохранила первоначальное название, в то время как вторая, занимающаяся гражданскими проектами, была названа Western Atlas Inc. В настоящее время компания Litton Industries насчитывает более 80 подразделений в разных странах мира, которые разрабатывают и производят оптоэлетронные приборы, радиолокационное оборудование, лазерную технику, компьютеры, комплектующие, расходные материалы, элементную базу и т. д.